# Leopardus garleppi
El gato de Garlepp, gato del desierto o gato de las pampas del norte (Leopardus garleppi) es una de las especies en que se subdivide el género de pequeños felinos Leopardus. Es nativo de la zona montañosa centro-occidental de América del Sur.

## Taxonomía
Descripción original
Este taxón fue descrito en el año 1912, originalmente como una subespecie de Felis (Lynchailurus) pajeros, por el zoólogo alemán Paul Matschie.
Holotipo
El ejemplar holotipo designado es el catalogado como: ZMB_MAM_21244 (A. 387, 11, 1); consta de la piel y el cráneo de un espécimen adulto de sexo desconocido, colectado por Otto Garlepp, el cual midió 61 mm; la cola no estaba completa, solo presentaba una longitud de 24 cm. Está depositado en el Museo de Historia Natural de Berlín (ZMB-MAM), situado en la ciudad de Berlín, Alemania.
Localidad tipo
La localidad tipo referida es: “Cuzco, en el área del río Apurímac, que drena a través del río Ucayali hacia la parte superior de la cuenca del río Amazonas, en el sureste del Perú”.
Etimología
Etimológicamente, el término genérico Leopardus refiere a la misma palabra en latín, la cual viene del idioma griego leopardos, de leon, que es el nombre para el ‘león’ y pardos que es el del ‘macho de pantera’. El epíteto específico garleppi es un epónimo que refiere al apellido de la persona a quien fue dedicada, el señor Otto Garlepp, quien proporcionó el ejemplar holotipo que sirvió al autor para describir al taxón.

### Historia taxonómica
La posición taxonómica de este taxón, y de todos los gatos de las pampas en general, fue sumamente inestable, ya que ha estado sujeta a clasificaciones conflictivas a lo largo de los años. Los distintos autores mayormente los mantenían en una única especie, pero la adjudicaban a distintos géneros (o subgéneros): Felis Lynchailurus y Leopardus. 
Durante la década de 1990, en base a características morfológicas, fue propuesta una división de los mismos en 3 politípicas especies: L. colocolo, L. braccatus y L. pajeros, siendo Leopardus garleppi incluido como subespecie de L. pajeros. A partir del año 1999, varios análisis moleculares agruparon a todos los taxones en una única especie politípica con 7 subespecies; las otrora 3 especies conformarían en realidad sendos grupos de subespecies, cada uno integrado por un número variable de taxones trinominales, los que reflejaban la divergencia evolutiva encontrada. Leopardus (colocolo) garleppi era incluido en el “grupo pajeros”, salvo la subespecie Leopardus colocolo wolffsohni que se adscribía al “grupo colocolo”.
Este arreglo taxonómico es el que ha prevalecido en la segunda década del siglo XXI, hasta que en el año 2020 se dio a conocer una publicación de Fabio Oliveira do Nascimento, Jilong Cheng y Anderson Feijó, quienes realizaron un estudio taxonómico integrador, combinando la más amplia cobertura morfológica efectuada hasta esa fecha, con datos moleculares y modelos de nicho ecológico, lo que les permitió dilucidar la real composición de especies y probar la validez de las subespecies propuestas. Las múltiples líneas de evidencias morfológicas, moleculares y biogeográficas, así como conjuntos de datos de nichos climáticos, convergieron en el reconocimiento de 5 especies monotípicas, las que, además de Leopardus garleppi, son: L. munoai, L. braccatus, L. pajeros y L. colocola. Contrariamente a los arreglos taxonómicos anteriores, no reconocieron subespecies.

## Distribución geográfica
La distribución de Leopardus garleppi se extiende por Ecuador, Perú, Bolivia, el norte de Chile y el noroeste de la Argentina, donde por el sur alcanza, por lo menos, hasta la localidad de La Atravesada, departamento Andalgalá, provincia de Catamarca.
Recientemente, ha habido dos registros fotográficos en la Reserva Natural Villavicencio, Provincia de Mendoza.

## Características
El ejemplar tipo presentó manchas pequeñas, que tienden a fusionarse en 5 a 6 filas longitudinales en los lados del cuerpo. Presentó bandas en el pecho de color marrón-negruzco, así como en la cola; las líneas longitudinales en la frente eran apenas reconocibles; ninguna mancha presentaba la corona; dos lonjas en la mejilla marrón óxido corren paralelos y están unidos en la parte posterior por una banda cruzada. En las extremidades delanteras hay 4 o 5 bandas de color marrón-negruzco, en las extremidades posteriores 6 o 7; los pies son de color gris-blancuzco, las manchas en la parte inferior del cuerpo son de color marrón oscuro. La parte posterior de las orejas tiene el mismo color que la parte superior de la cabeza, con la punta negruzca.
Es un felino pequeño, de 50 a 70 cm, con un peso de 3 a 4 kg. 
Tiene un pelaje largo, con manchas en los flancos canelas con borde más oscuro sobre fondo gris humo; el rostro es ancho, similar en aspecto al del gato doméstico. Cuenta con fuertes colmillos y molares puntiagudos.

## Hábitos de vida
Frecuenta variedad de hábitats, desde bosques xerófilos abiertos de baja altitud transicionales con selvas de montaña, hasta pajonales húmedos y arbustales semiáridos de quebradas y regiones montañosas, así como altiplanos esteparios, incluso sobre los 4000 m s. n. m., donde convive con el gato andino (L. jacobita). En general se desenvuelve solamente en el suelo, lo que lo diferencia de la mayoría de los felinos pequeños, los que suelen poseer costumbres arborícolas. Poco se conoce acerca de sus hábitos de caza y reproductivos en libertad. Si bien es posible verlo a plena luz del día (especialmente en el invierno) tiene una mayor actividad durante el crepúsculo y la noche. Es un cazador oportunista o generalista, adaptándose a la oferta trófica disponible en cada región. Se alimenta fundamentalmente de roedores, marsupiales pequeños y aves. En ejemplares en cautiverio, las hembras dan a luz entre 1 y 3 crías luego de 80 a 85 días de gestación, alcanzando la madurez sexual a los 2 años.